# Sam Lake

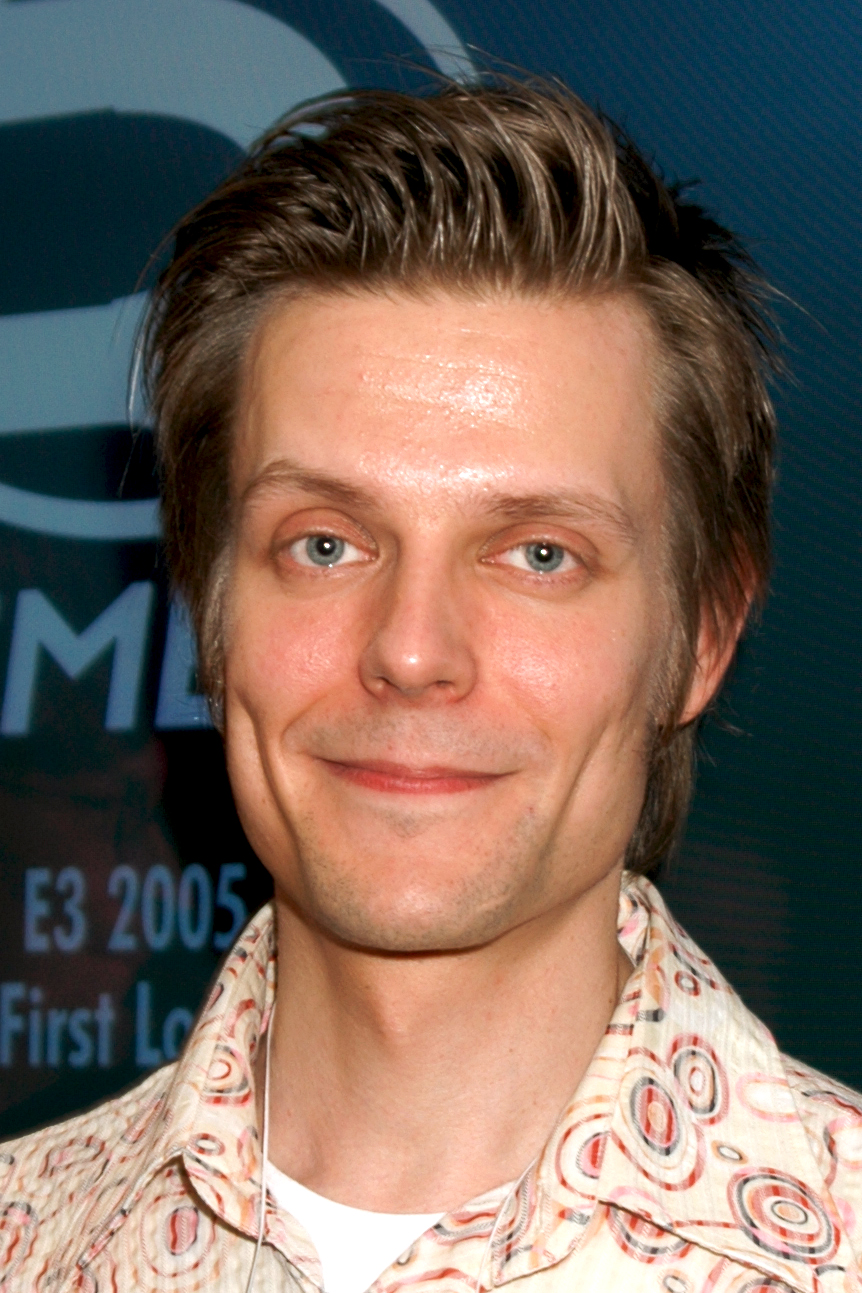
Sam Lake en 2005.

Sami Järvi, más conocido como Sam Lake, es un guionista de videojuegos finlandés. Junto a Mikko Rautalahti forma la dupla de guionistas que trabajaron en el videojuego producido por Remedy Entertainment, titulado Alan Wake.
Lake estudió literatura inglesa en la Universidad de Helsinki hacia 1995. Se introdujo en los videojuegos a través de un viejo amigo, Petri Järvilehto, uno de los primeros miembros de Remedy Entertainment. Remedy estaba desarrollando su primer juego, Death Rally, y necesitaba texto para el juego, y Järvilehto pidió ayuda a Lake, una de las pocas personas que Remedy conocía en escritura. Lake aceptó la oferta y, desde entonces, sigue en Remedy.
Alan Wake ha sido considerado uno de los mejores juegos de su categoría dentro de las consolas de última generación. Una de sus principales características es la narrativa, el modo de contar la historia y el hilo conductor que proporciona una historia atrapante, llena de misterios y enigmas oscuros.
Sam Lake también fue el guionista de otro aclamado videojuego policial llamado Max Payne, el cual combinaba acción, suspense, ciencia ficción y una historia imponente (La narrativa estilo cómic fotonovela del antiheroe le da una frescura y singularidad extremadamente atrapante). Un dato curioso, Sam Lake aparece tanto en Alan Wake en uno de los videos que podemos ir viendo a lo largo de la aventura, como invitado a un programa de televisión sentado junto nada más y nada menos que el propio Alan Wake (Protagonista del videojuego) como en Alan Wake 2 donde interpreta al detective Alex Casey. En Max Payne se utilizó su rostro para representar al antiheroe. Sam Lake ha escrito además los juegos Quantum Break y Control dando lugar a un universo compartido entre todos los juegos creados por Remedy en los que se conoce comúnmente como el ‘Remedyverse’.